# Ulica Adama Mickiewicza w Mrągowie
Ulica Adama Mickiewicza w Mrągowie – jedna z ważniejszych ulic śródmieścia Mrągowa. Rozciąga się od Małego Rynku do skrzyżowania ulic Brzozowej i Mrongowiusza. Łączy ulicę Mrongowiusza i dalej os. Mazurskie z centrum miasta. Ważnymi obiektami otoczenia są tu targowisko oraz park nad jeziorkiem Magistrackim. Ulica ma długość ok. 300 m, jej przedłużeniem jest ulica Brzozowa.
Do lat trzydziestych XX w. była to główna trasa wylotowa z Mrągowa w kierunku Olsztyna i Szczytna. Przed II wojną światową jej nazwa brzmiała Bischofsburgstrasse (Biskupiecka), co tłumaczyło jej ukierunkowanie. Na przełomie XIX i XX wieku, zabudowana została kamienicami, z których większość przetrwała do dziś. Ulica prowadziła także na krowi targ (Viehmarkt), który istniał u zbiegu ulic Rynkowej i Brzozowej, a także na cmentarze, a od 1898 r. na dworzec kolejowy. W 1945 r. ulicę przemianowano na Adama Mickiewicza.